# Televisiones locales de España
Las televisiones locales de España son emisoras regionales que emiten en un ámbito local. Este ámbito ha sido determinado por el Gobierno de España en el Plan Técnico Nacional de TDT, si bien las concesiones corren a cargo de las comunidades autónomas.
Las televisiones locales en España han jugado un papel fundamental en la promoción de la cultura y las tradiciones locales. Surgieron a partir de la década de 1980 como respuesta a la demanda de contenidos más cercanos y representativos de las comunidades locales, complementando la oferta de las grandes cadenas nacionales. Estas emisoras se han caracterizado por su enfoque en las noticias y eventos locales, así como por ofrecer una plataforma para que las pequeñas localidades pudieran contar sus historias y reflejar su identidad.

### Historia de las televisiones locales
Las primeras experiencias de televisión local en España surgieron a partir de los años 80. Las emisoras locales comenzaron a cubrir la demanda de contenidos que no eran atendidos por las grandes cadenas nacionales, y jugaron un papel importante en la promoción de la cultura local, las fiestas tradicionales y las noticias regionales.
Las televisiones locales se enfrentaron a desafíos importantes, como los problemas legales derivados de la normativa restrictiva que limitaba el número de canales y las licencias para emitir. No obstante, algunas de estas emisoras lograron consolidarse, convirtiéndose en un referente para la comunicación local. Onda Jerez TV, una de las televisiones locales más destacadas de España, fue fundada en 1989, coincidiendo con el inicio de la Feria del Caballo de Jerez de la Frontera. Su creación fue impulsada por el Ayuntamiento de Jerez y estuvo dirigida por José Antonio Carmona Otero, quien jugó un papel clave en su consolidación. A pesar de enfrentar múltiples desafíos legales en sus primeros años, la emisora se estableció rápidamente como un referente en la televisión local española. 

### Impacto de las televisiones locales
Las televisiones locales en España, como Onda Jerez TV, han jugado un papel esencial en la creación de una televisión más cercana y accesible para los ciudadanos. Estas emisoras han permitido a las comunidades locales expresar su identidad, promover sus tradiciones y mantenerse informados sobre los eventos que les afectan directamente. En el caso de Onda Jerez, su programación ha sido clave en la difusión de la cultura local, convirtiéndose en un medio indispensable para los habitantes de Jerez y sus alrededores.
A pesar de los desafíos económicos y legislativos que han enfrentado muchas de estas emisoras, las televisiones locales continúan siendo un pilar fundamental en la comunicación y el fortalecimiento del tejido social y cultural en España.

### Actualidad
Cada gobierno autonómico ha decidido la manera de otorgar estas concesiones. En la mayoría de autonomías han reservado un mínimo de una señal para su explotación por los ayuntamientos incluidos en esa demarcación, a excepción de las Islas Baleares y Canarias porque estos han sido situados en las licencias insulares, y el País Vasco, donde los ayuntamientos debían participar en el concurso, junto con las privadas, y donde finalmente, solo el ayuntamiento de San Sebastián, tendrá licencia.
(Con * las emisoras concedidas y que no han dado comienzo con su emisión y con ** emisiones en pruebas o cartas de ajuste)
Donde pone Punto Radio, ABC Punto Radio y Onda Rambla en la actualidad se escucha COPE.

### Andalucía
| Demarcación   | Canales televisión                           | Red    | Canal | Frecuencia |
| ------------- | -------------------------------------------- | ------ | ----- | ---------- |
| Albox         | Indalo TV Siete Albox TV                     | TL01AL | 28    | 530 MHz    |
| Almería       | Interalmería TV Siete TV Almería PTV Almería | TL02AL | 34    | 578 MHz    |
| El Ejido      | 8 TV Ejido Ejido TV*                         | TL03AL | 45    | 666 MHz    |
| Huércal-Overa | Indalo TV Levante TV 9                       | TL04AL | 24    | 498 MHz    |
| Níjar         | Indalo TV                                    | TL05AL | 28    | 530 MHz    |

| Demarcación       | Canales televisión                                                                    | Canales radio    | Red    | Canal | Frecuencia |
| ----------------- | ------------------------------------------------------------------------------------- | ---------------- | ------ | ----- | ---------- |
| Algeciras         | Onda Algeciras TV RTVTarifa Canal San Roque 7 Campo de Gibraltar                      |                  | TL01CA | 28    | 530 MHz    |
| Arcos Frontera    | Siete Arcos de la Frontera TV 8 Cádiz TV Canal Sierra de Cádiz                        |                  | TL02CA | 47    | 682 MHz    |
| Cádiz             | Onda Cádiz TV Siete TV Cádiz                                                          | Onda Cádiz Radio | TL03CA | 38    | 610 MHz    |
| Chiclana Frontera | Televisión municipal de Chiclana, Chiclana TV RTV Tarifa 8 TV Chiclana 8 TV El Puerto |                  | TL04CA | 52    | 722 MHz    |
| Jerez Frontera    | Onda Jerez TV 8 Jerez Siete TV Jerez de la Frontera Costa Noroeste TV Siete TV Costa  |                  | TL05CA | 30    | 546 MHz    |
| Medina-Sidonia    | 8 TV Medina-Sidonia Siete TV Sierra de Cádiz                                          |                  | TL08CA | 43    | 650 MHz    |
| Olvera            | Siete Sierra de Cádiz TV                                                              |                  | TL06CA | 27    | 522 MHz    |
| Ubrique           | 8 TV Ubrique Siete Sierra de Cádiz TV Onda Luz Ubrique                                |                  | TL07CA | 33    | 570 MHz    |

| Demarcación           | Canales televisión                                                                          | Canales radio                            | Red    | Canal | Frecuencia |
| --------------------- | ------------------------------------------------------------------------------------------- | ---------------------------------------- | ------ | ----- | ---------- |
| Baena                 | Cancionero TV*                                                                              |                                          | TL01CO |       |            |
| Córdoba               | Televisión municipal de Córdoba, TVM Córdoba* OndaMezquita TV* PTV Córdoba Siete TV Córdoba |                                          | TL02CO | 30    | 546 MHz    |
| Hinojosa Duque        | 8 TV Hinojosa del Duque                                                                     |                                          | TL03CO |       |            |
| Lucena                | 8 TV Lucena                                                                                 |                                          | TL04CO | 29    | 538 MHz    |
| Montilla              | Onda Luz Montilla                                                                           |                                          | TL05CO | 26    | 514 MHz    |
| Montoro               | Siete Montoro TV                                                                            |                                          | TL05CO | 59    | 778 MHz    |
| Palma del Río         | Siete Palma del Río TV Televisión municipal de Palma del Río, Guadalquivir TV* Telequivir   |                                          | TL06CO | 35    | 586 MHz    |
| Peñarroya-Pueblonuevo | Siete Peñarroya-Pueblonuevo TV                                                              |                                          | TL07CO |       |            |
| Pozoblanco            | Siete Pozoblanco TV                                                                         |                                          | TL08CO |       |            |
| Priego Córdoba        | Televisión municipal de Priego, Priego TV * Una Televisión* CRN*                            | Radio municipal de Priego, Radio Priego* | TL09CO | 49    | 698 MHz    |
| Puente Genil          | Siete Puente Genil TV                                                                       |                                          | TL10CO | 32    | 562 MHz    |

| Demarcación | Canales televisión                                    | Canales radio                      | Red    | Canal | Frecuencia |
| ----------- | ----------------------------------------------------- | ---------------------------------- | ------ | ----- | ---------- |
| Almuñécar   | Granada TV* Siete TV Almuñécar                        |                                    | TL01GR | 37    | 602 MHz    |
| Baza        | La 8 TV Granada*                                      |                                    | TL02GR | 27    | 522 MHz    |
| Granada     | TG7 TV PTV Granada Siete TV Granada                   | TG7 Radio                          | TL03GR | 43    | 650 MHz    |
| Guadix      | Televisión Comarca de Guadix TCG                      |                                    | TL04GR | 63    | 810 MHz    |
| Huéscar     | Siete TV Huéscar                                      |                                    | TL05GR | 30    | 546 MHz    |
| Iznalloz    | Siete TV Iznalloz                                     |                                    | TL06GR |       |            |
| Loja        | Siete TV Loja                                         |                                    | TL07GR | 28    | 530 MHz    |
| Motril      | Granada TV Televisión municipal de Motril, TeleMotril | Radio municipal de Motril, OndaSur | TL08GR | 61    | 794 MHz    |

| Demarcación   | Canales televisión                                                       | Canales radio | Red   | Canal | Frecuencia |
| ------------- | ------------------------------------------------------------------------ | ------------- | ----- | ----- | ---------- |
| Almonte       | Canal Doñana* Condavision*                                               |               | TL01H | 46    | 674 MHz    |
| Aracena       | Com. e imagen Consorciada* Siete Aracena TV                              |               | TL02H | 49    | 698 MHz    |
| Huelva        | Televisión municipal de Huelva, Huelva TV Canal Luz Azahara TV TeleOnuba |               | TL03H | 50    | 706 MHz    |
| Lepe          | Television Digital Costa de la Luz* Canal Costa Canal Costa 2 Una Costa  |               | TL04H | 43    | 650 MHz    |
| Isla Cristina | Televisión Isla Cristina Canal 524h                                      | TL08H         | TL21H | 11    | 695 MHz    |

| Demarcación   | Canales televisión                                               | Canales radio   | Red   | Canal | Frecuencia |
| ------------- | ---------------------------------------------------------------- | --------------- | ----- | ----- | ---------- |
| Alcalá Real   | Diez TV Alcalá la Real* Siete TV Alcalá la Real                  |                 | TL01J | 25    | 506 MHz    |
| Andújar       | Diez TV Andújar Canal 45 Siete TV Andújar                        |                 | TL02J | 40    | 626 MHz    |
| Cazorla       | Diez TV Cazorla Siete TV Cazorla                                 |                 | TL03J | 24    | 498 MHz    |
| Jaén          | Televisión municipal de Jaén, Onda Jaén Televisión Siete TV Jaén | Onda Jaén Radio | TL04J | 31    | 554 MHz    |
| Linares       | Siete TV Linares Diez TV Linares                                 |                 | TL05J | 41    | 634 MHz    |
| Úbeda         | Diez TV Úbeda 9laLoma Siete TV La Loma                           |                 | TL06J | 38    | 610 MHz    |
| Villacarrillo | Diez TV Las Villas Siete TV Villacarrillo                        |                 | TL07J | 36    | 594 MHz    |

| Demarcación  | Canales televisión                                                                                 | Canales radio                              | Red    | Canal | Frecuencia |
| ------------ | -------------------------------------------------------------------------------------------------- | ------------------------------------------ | ------ | ----- | ---------- |
| Álora        | Visuales TV* Guadalhorce TV* Siete TV Álora                                                        |                                            | TL01MA | 38    | 610 MHz    |
| Antequera    | 101tv Antequera*                                                                                   | Onda Cero Antequera* Cadena Ser Antequera* | TL02MA | 31    | 554 MHz    |
| Estepona     | Siete Estepona TV Kiss TV* Canal 43                                                                |                                            | TL03MA | 43    | 650 MHz    |
| Fuengirola   | Televisión municipal de Fuengirola, Fuengirola TV,* Costa del Sol TV*                              |                                            | TL04MA | 22    | 482 MHz    |
| Málaga       | PTV Málaga Siete Málaga TV Torrevisión Una Metropolis                                              |                                            | TL05MA | 51    | 714 MHz    |
| Málaga       | Canal Málaga TV 101tv Málaga Mundo                                                                 | Canal Málaga Radio                         | TL10MA | 58    | 770 MHz    |
| Marbella     | Radio Televisión Marbella M95 Televisión Marbella 101tv Marbella Siete Costa del Sol - Marbella TV |                                            | TL06MA | 37    | 602 MHz    |
| Nerja        | Axarquía TV VTV Axarquía* Siete Nerja TV                                                           |                                            | TL07MA | 46    | 674 MHz    |
| Ronda        | Ronda TV* Siete Ronda TV                                                                           |                                            | TL08MA | 64    | 818 MHz    |
| Vélez-Málaga | Axarquía TV TV Dig. Andalucía* VTV Axarquía* Siete Vélez-Málaga TV                                 |                                            | TL09MA | 40    | 626 MHz    |

| Demarcación          | Canales televisión                                                        | Canales radio | Red    | Canal | Frecuencia |
| -------------------- | ------------------------------------------------------------------------- | ------------- | ------ | ----- | ---------- |
| Dos Hermanas         | Una Televisión* UTE Dos Hermanas* Siete Dos Hermánas TV                   |               | TL01SE | 34    | 578 MHz    |
| Écija                | Televisión municipal de Écija, Écija Comarca TV* Telécija* Siete Écija TV |               | TL02SE | 28    | 530 MHz    |
| Estepa               | Canal 4* 8 TV Estepa* Andalucía Digital TV* Winet TV Siete Estepa TV      |               | TL03SE | 47    | 682 MHz    |
| Lebrija              | Próxima TV Lebrija TV* Siete Lebrija TV                                   |               | TL04SE | 21    | 471 MHz    |
| Lora Río             | Siete Lora Del Río TV                                                     |               | TL05SE | 32    | 562 MHz    |
| Morón de la Frontera | Siete Morón de la Frontera TV RTV Marchena Osuna TV                       |               | TL06SE | 39    | 618 MHz    |
| Sevilla              | Siete Sevilla TV Betis TV PTV Sevilla Sevilla FC TV                       |               | TL07SE | 54    | 738 MHz    |
| Sevilla              | Sevilla FC TV El Correo TV Betis TV                                       |               | TL09SE | 56    | 754 MHz    |
| Utrera               | UVITEL* Bética de Comunicaciones TelePalacios* Siete Utrera TV            |               | TL08SE | 29    | 538 MHz    |
| Pedrera              | Pedrera Televisión                                                        |               | TL09SE | 8     |            |
| Gilena               | TeleGilena                                                                |               | TL10SE | 14    |            |

### Aragón
| Demarcación | Canales televisión                | Canales radio | Red    | Canal | Frecuencia |
| ----------- | --------------------------------- | ------------- | ------ | ----- | ---------- |
| Barbastro   | 15 TV Canal 25 Barbastro          | SER Barbastro | TL01HU | 31    | 554 MHz    |
| Fraga       | Digital Fraga TV                  |               | TL02HU | 37    | 602 MHz    |
| Huesca      | 15 TV Antena Aragón Altoaragón TV | SER           | TL03HU | 43    | 650 MHz    |
| Jaca        | 15 TV                             |               | TL04HU | 24    | 498 MHz    |
| Monzón      |                                   |               | TL05HU | 33    | 570 MHz    |

| Demarcación | Canales televisión  | Canales radio | Red    | Canal | Frecuencia |
| ----------- | ------------------- | ------------- | ------ | ----- | ---------- |
| Alcañiz     |                     |               | TL01TE | 21    | 474 MHz    |
| Andorra     |                     |               | TL02TE | 38    | 610 MHz    |
| Calamocha   | Calamocha TV        |               | TL03TE | 48    | 690 MHz    |
| Teruel      | 15 TV Antena Aragón |               | TL04TE | 42    | 642 MHz    |

| Demarcación               | Canales televisión             | Canales radio | Red   | Canal | Frecuencia |
| ------------------------- | ------------------------------ | ------------- | ----- | ----- | ---------- |
| Alagón                    | 8TV El Periscopio María+Visión |               | TL06Z | 35    | 586 MHz    |
| Calatayud                 |                                |               | TL02Z | 29    | 538 MHz    |
| Caspe                     |                                |               | TL03Z | 31    | 554 MHz    |
| Ejea Caballeros           |                                |               | TL04Z | 39    | 618 MHz    |
| La Almunia de Doña Godina | 15 TV                          |               | TL01Z | 36    | 594 MHz    |
| Tarazona                  | 15 TV                          |               | TL07Z | 35    | 586 MHz    |
| Zaragoza                  | Antena Aragón 7 TV             |               | TL05Z | 31    | 554 MHz    |

### Asturias
| Demarcación     | Canales televisión                          | Red    | Canal | Frecuencia |
| --------------- | ------------------------------------------- | ------ | ----- | ---------- |
| Avilés          | EsAsturias TV Vinx MARJAI VISIÓN Y TECH, SL | TL01AS | 47    | 682 MHz    |
| Cangas Narcea   | TeleNarcea                                  | TL02AS | 25    | 506 MHz    |
| Gijón           | Canal 10 EsAsturias TV Vinx                 | TL03AS | 38    | 610 MHz    |
| Infiesto-Piloña |                                             | TL04AS | 44    | 658 MHz    |
| Llanes          |                                             | TL05AS | 37    | 602 MHz    |
| Luarca-Valdés   |                                             | TL06AS | 23    | 490 MHz    |
| Mieres          |                                             | TL07AS | 46    | 674 MHz    |
| Oviedo          | EsAsturias TV Vinx                          | TL08AS | 43    | 650 MHz    |

### Baleares
| Demarcación       | Canales televisión                                       | Canales radio | Red    | Canal | Frecuencia |
| ----------------- | -------------------------------------------------------- | ------------- | ------ | ----- | ---------- |
| Ibiza-Formentera  | Teveí* Broate Balear* TEF** Fibwi4                       |               | TL01IB | 38    | 610 MHz    |
| Inca              | Popular TV* TicketTV* Guaita Produccions* Broate Balear* |               | TL02IB | 42    | 642 MHz    |
| Manacor           | Guaita Produccions* TicketTV Broate Balear*              |               | TL03IB | 29    | 538 MHz    |
| Menorca           | Teveí* Televisió Menorquina* Fibwi4 Broate Balear        |               | TL04IB | 38    | 610 MHz    |
| Palma de Mallorca | Editora Balear* Popular TV TicketTV                      |               | TL05IB | 41    | 634 MHz    |
| Pollensa          | Local Media* TicketTV Broate Balear* Guaita Produccions* |               | TL06IB | 46    | 674 MHz    |
| Sóller            | Local Media* TicketTV Broate Balear* Guaita Produccions* |               | TL07IB | 45    | 666 MHz    |

### Canarias
| Demarcación                | Canales televisión                                          | Canales radio | Red    | Canal | Frecuencia |
| -------------------------- | ----------------------------------------------------------- | ------------- | ------ | ----- | ---------- |
| Fuerteventura              | Fuerteventura TV* Teledifusión Fuerteventura* La Provincia* |               | TL01GC | 62    | 802 MHz    |
| Lanzarote                  | Lancelot TV Enjoy Canal (L)                                 |               | TL03GC | 58    | 770 MHz    |
| Las Palmas de Gran Canaria | Canal 4 TIC Canal 8 Canal 7 Gran Canaria                    | RTI           | TL02GC | 21    | 474 MHz    |
| Mogán                      | RTI* Canal 13* Canal 7 Gran Canaria* Mogán RTV              |               | TL03GC | 44    | 770 MHz    |
| Telde                      | Este Canal Canal 4 TIC Canal 8 Canal 7 Gran Canaria         | RTI           | TL05GC | 63    | 810 MHz    |

| Demarcación        | Canales televisión                             | Canales radio               | Red    | Canal | Frecuencia |
| ------------------ | ---------------------------------------------- | --------------------------- | ------ | ----- | ---------- |
| Arona              | Canal 4* Canal 7* Canal Ocho                   | Canal 4 Radio*              | TL01TF | 38    | 610 MHz    |
| Gomera             | RTV Islas Canarias* Estudios Ópalo*            |                             | TL02TF | 21    | 471 MHz    |
| Hierro             | RTV Islas Canarias* Estudios Ópalo* Telelinea* |                             | TL03TF | 34    | 578 MHz    |
| Orotava            | Canal 4 Canal 7 Mírame TV                      | Canal 4 Radio               | TL04TF | 30    | 546 MHz    |
| La Palma           | RTV Islas Canarias* Canal Ocho* Telelinea*     |                             | TL05TF | 63    | 810 MHz    |
| Sta. Cruz Tenerife | Canal 4 Canal 7 Mírame TV Ahora TV             | Canal 4 Radio Super 7 Radio | TL06TF | 24    | 498 MHz    |

### Cantabria
| Demarcación     | Canales televisión                                        | Canales radio | Red   | Canal | Frecuencia |
| --------------- | --------------------------------------------------------- | ------------- | ----- | ----- | ---------- |
| Castro Urdiales | Tele Costa (Cantabria)* TeleBahía*                        |               | TL01S | 26    | 514 MHz    |
| Potes           | Cantabria 7 Televisión TeleBahía* Hit TV*                 |               | TL02S | 50    | 706 MHz    |
| Reinosa         | Cantabria 7 Televisión                                    |               | TL03S | 23    | 490 MHz    |
| Santander       | Cantabria 7 Televisión Hit TV                             |               | TL04S | 57    | 762 MHz    |
| Selaya          | Cantabria 7 Televisión Tele Costa (Cantabria)* TeleBahía* |               | TL05S | 45    | 666 MHz    |
| Torrelavega     | Cantabria 7 Televisión TeleBahía*                         |               | TL06S | 41    | 634 MHz    |

### Castilla-La Mancha
| Demarcación        | Canales televisión | Canales radio                         | Red    | Canal | Frecuencia |
| ------------------ | --- | ------------------------------------- | ------ | ----- | ---------- |
| Albacete           | Visión 6 | COPE Albacete                         | TL01AB | 47    | 682 MHz    |
| Alcaraz            | Visión 6 | Studio21 Alcaraz                      | TL02AB | 41    | 634 MHz    |
| Almansa            | Visión 6* TV Almansa |                                       | TL03AB | 54    | 738 MHz    |
| Elche de la Sierra | Visión 6 |                                       | TL04AB | 55    | 746 MHz    |
| Hellín             | Visión 6* Televisión Municipal de Hellín, TV Hellín                                                                               | Radio Hellín                          | TL05AB | 49    | 698 MHz    |
| La Roda            | Visión 6 | Radio La Roda                         | TL06AB | 42    | 642 MHz    |
| Villarrobledo      | TV La Mancha Visión 6 Televisión Municipal de Villarrobledo, Canal 4 Mancha Centro* (conecta casi todo el día con Telemadrid INT) | Roble Radio Radio Surco Villarrobledo | TL07AB | 49    | 698 MHz    |

| Demarcación    | Canales televisión | Canales radio                                      | Red    | Canal  | Frecuencia |         |
| -------------- | --- | -------------------------------------------------- | ------ | ------ | ---------- | ------- |
| Alcázar S.Juan | Televisión Municipal de Alcázar de San Juan, Mancha Centro TV (conecta casi todo el día con Aragón Internacional) | Radio Surco Alcázar de San Juan                    | TL01CR | 49     | 698 MHz    |         |
| Almadén        | Imás TV Canal Diocesano-Popular TV | Imás Radio*                                        | TL02CR | 50     | 706 MHz    |         |
| Ciudad Real    | Imás TV* TV La Mancha** CRTV - Ciudad Real Televisión** | Imás Radio*                                        | TL03CR | 34     | 578 MHz    |         |
| Manzanares     | Televisión Municipal de Manzanares, Manzanares 10 TV Membrilla TV (conecta casi todo el día con Canal Sur Andalucía) Televisión Municipal de Valdepeñas, TeleValdepeñas* (conecta casi todo el día con Canal Sur Andalucía) TV La Mancha* Imás TV* | Onda Manzanares Imás Radio* Radio Surco Manzanares |        | TL04CR | 38         | 610 MHz |
| Puertollano    | Imás TV* Televisión Comarcal de Puertollano, Canal 56* | Imás Radio*                                        | TL05CR | 31     | 554 MHz    |         |
| Tomelloso      | Imás TV* TV La Mancha* | Imás Radio* Radio Surco Tomelloso                  | TL06CR | 52     | 722 MHz    |         |
| Valdepeñas     | Televisión Municipal de Valdepeñas, TeleValdepeñas* (conecta casi todo el día con Canal Sur Andalucía) Imás TV* | Imás Radio* Radio Surco Valdepeñas                 | TL07CR | 26     | 514 MHz    |         |

| Demarcación   | Canales televisión | Canales radio                | Red    | Canal | Frecuencia |
| ------------- | --- | ---------------------------- | ------ | ----- | ---------- |
| Cuenca        | Televisión Municipal de Cuenca, 8Televisión** (conecta casi todo el día con Aragón Internacional) Canal Diocesano-Popular TV |                              | TL01CU | 38    | 610 MHz    |
| Pedroñeras    | TV La Mancha* Televisión Municipal de Las Pedroñeras, TV Pedroñeras*                                                         |                              | TL04CU | 45    | 666 MHz    |
| Quintanar Rey | TV La Mancha* | RM Radio - Quintanar del Rey | TL02CU | 52    | 722 MHz    |
| Tarancón      | Televisión Municipal de Tarancón, Tele Tarancón*                                                                             |                              | TL03CU | 29    | 538 MHz    |

| Demarcación      | Canales televisión                                           | Canales radio  | Red    | Canal | Frecuencia |
| ---------------- | ------------------------------------------------------------ | -------------- | ------ | ----- | ---------- |
| Azuqueca Henares | GuadaTV* Canal Diocesano-Popular TV Alcarria TV - El Toro TV | Radio Azuqueca | TL01GU | 30    | 546 MHz    |
| Guadalajara      | GuadaTV* Canal Diocesano-Popular TV Alcarria TV - El Toro TV | Radio Arrebato | TL02GU | 25    | 506 MHz    |

| Demarcación     | Canales televisión                                                                                        | Canales radio                                                    | Red    | Canal | Frecuencia |
| --------------- | --- | ---------------------------------------------------------------- | ------ | ----- | ---------- |
| Illescas        | Teletoledo* (conecta casi todo el día con Grupo Cadena Media) Canal Diocesano-Popular TV                  | Radio Illescas Radio Santa María de Toledo                       | TL01TO | 33    | 570 MHz    |
| Madridejos      | Teletoledo* (conecta casi todo el día con Grupo Cadena Media) Canal Diocesano-Popular TV                  | Radio Santa María de Toledo                                      | TL02TO | 57    | 762 MHz    |
| Quintanar Orden | Teletoledo* (conecta casi todo el día con Grupo Cadena Media) TV La Mancha*                               | Radio Quintanar Radio Surco Quintanar de la Orden                | TL03TO | 23    | 490 MHz    |
| Talavera Reina  | Teletoledo (conecta casi todo el día con Grupo Cadena Media) Canal Diocesano-Popular TV Canal Extremadura | Órbita Radio Canal Extremadura Radio Radio Santa María de Toledo | TL04TO | 46    | 674 MHz    |
| Toledo          | Teletoledo* (conecta casi todo el día con Grupo Cadena Media) Canal Diocesano-Popular TV                  | Radio Municipal Toledo Radio Santa María de Toledo               | TL05TO | 27    | 522 MHz    |
| Torrijos        | Teletoledo (conecta casi todo el día con Grupo Cadena Media) Canal Diocesano-Popular TV                   | Radio Torrijos Radio Santa María de Toledo                       | TL06TO | 48    | 690 MHz    |

### Castilla y León
| Demarcación | Canales televisión | Canales radio  | Red    | Canal | Frecuencia |
| ----------- | ------------------ | -------------- | ------ | ----- | ---------- |
| Ávila       | Hit TV             | Kiss FM Hit FM | TL01AV | 32    | MHz        |

| Demarcación  | Canales televisión                                         | Canales radio                                           | Red    | Canal | Frecuencia |
| ------------ | ---------------------------------------------------------- | ------------------------------------------------------- | ------ | ----- | ---------- |
| Aranda Duero | 9 Telearanda, (La televisión cultural de Ribera del Duero) | 9 Radio Iris 7, (La radio cultural de Ribera del Duero) | TL01BU | 23    |            |
| Burgos       | Hit TV La de Burgos TV Canal 54 Burgos Onda Anda Lerma TV  | Kiss FM Hit FM Onda Anda Lerma Radio                    | TL02BU | 33    |            |
| Miranda Ebro | La de Miranda TV                                           |                                                         | TL03BU | 38    |            |

| Demarcación | Canales televisión                           | Canales radio                                                  | Red    | Canal  | Frecuencia |
| ----------- | -------------------------------------------- | -------------------------------------------------------------- | ------ | ------ | ---------- |
| Astorga     | 987live                                      |                                                                | TL01LE | 41     |            |
| León        | 987live Hit TV                               | Kiss FM Hit FM                                                 | TL02LE | 22     |            |
| Ponferrada  | Bierzo TV 987live Televisión de Galicia TVG2 | Onda Bierzo Radio Galega Son Galicia Radio Radio Galega Música | TL03LE | 33, 25 |            |

| Demarcación | Canales televisión | Canales radio  | Red   | Canal | Frecuencia |
| ----------- | ------------------ | -------------- | ----- | ----- | ---------- |
| Palencia    | Hit TV             | Kiss FM Hit FM | TL01P | 27    |            |

| Demarcación    | Canales televisión                      | Canales radio                  | Red    | Canal | Frecuencia |
| -------------- | --------------------------------------- | ------------------------------ | ------ | ----- | ---------- |
| Béjar          | Canal Béjar y Comarca Hit TV            | Kiss FM Hit FM                 | TL01SA |       |            |
| Ciudad Rodrigo | Televisión Ciudad Rodrigo Hit TV        | Kiss FM Hit FM                 | TL02SA |       |            |
| Salamanca      | Televisión Comarcal de Peñaranda Hit TV | Radio Peñaranda Kiss FM Hit FM | TL03SA |       |            |

| Demarcación | Canales televisión | Canales radio  | Red    | Canal | Frecuencia |
| ----------- | ------------------ | -------------- | ------ | ----- | ---------- |
| Segovia     | Hit TV             | Kiss FM Hit FM | TL01SG | 23    |            |

| Demarcación | Canales televisión   | Canales radio  | Red    | Canal | Frecuencia |
| ----------- | -------------------- | -------------- | ------ | ----- | ---------- |
| Soria       | Canal 9 Soria Hit TV | Kiss FM Hit FM | TL01SO | 26    |            |

| Demarcación  | Canales televisión                | Canales radio              | Red    | Canal | Frecuencia |
| ------------ | --------------------------------- | -------------------------- | ------ | ----- | ---------- |
| Medina Campo | Telemedina Canal 9                | Onda Medina                | TL01VA | 23    |            |
| Valladolid   | Telemedina Canal 9 987live Hit TV | Onda Medina Kiss FM Hit FM | TL02VA | 41    |            |

| Demarcación | Canales televisión                         | Canales radio                                    | Red    | Canal | Frecuencia |
| ----------- | ------------------------------------------ | ------------------------------------------------ | ------ | ----- | ---------- |
| Benavente   | Televisión Benavente (CYSPRO MEDIA S.L.U.) | Onda Benavente (CYSPRO MEDIA S.L.U.)             | TL01ZA | 32    |            |
| Zamora      | Zamora TV (CYSPRO MEDIA S.L.U.) Hit TV     | Onda Zamora (CYSPRO MEDIA S.L.U.) Kiss FM Hit FM | TL02ZA | 41    |            |

### Cataluña
Donde pone Punto Radio, ABC Punto Radio y Onda Rambla en la actualidad se escucha COPE/Onda Rambla Cataluña y Andorra, programación nacional de Cope y programación autonómica/local de Onda Rambla.
Desde el 5 de septiembre de 2022 en todas las frecuencias de TDT donde emitía Canal Català TV, El Punt Avui TV y Teve.cat, actualmente emite Canal 4 (Cataluña) y Canal 4 Radio (Cataluña). (Solo las que eran de su propiedad y no incluye canales de TV o radio asociadas)
| Demarcación           | Canales televisión                                                       | Canales radio                                                                                | Red   | Canal                     | Frecuencia     |
| --------------------- | ------------------------------------------------------------------------ | -------------------------------------------------------------------------------------------- | ----- | ------------------------- | -------------- |
| Barcelona             | BTV TV Badalona TV L'Hospitalet TV del Besós**                           | Barcelona FM COM Ràdio Radio Ciutat Badalona Radio L'Hospitalet                              | TL01B | 26                        | 514 MHz        |
| Barcelona             | Canal Català Barcelona 25 TV                                             | Onda Rambla Punto Radio Cooltura FM                                                          | TL10B | 48                        | 690 MHz        |
| Cornellá de Llobregat | ETV Tele Taxi TV                                                         | e-radio Radio Teletaxi Grama Radio                                                           | TL03B | 53                        | 730 MHz        |
| Cornellá de Llobregat | Gavà Televisió TV10                                                      | Ràdio Sellarés                                                                               | TL11B | 46                        | 674 MHz        |
| Granollers            | VOTV Canal Català Vallès Oriental Vallès Visió**                         | Ràdio Mollet RAP 107 Rádio Montornés Radio Silenci Cooltura FM                               | TL02B | 40                        | 626 MHz        |
| Igualada              | Canal Català Anoia** 25 TV** Canal Taronja** Conca TV**                  | Onda Rambla                                                                                  | TL04B | 37                        | 602 MHz        |
| Manresa               | TV Manresa** Canal Català Catalunya Central** Canal Taronja**            | Styl FM Ràdio Manresa 40 Principals                                                          | TL05B | 49                        | 698 MHz        |
| Mataró                | M1TV Maresme TV                                                          | Mataró Ràdio                                                                                 | TL06B | 24                        | 498 MHz        |
| Sabadell              | Canal Català Vallès Occidental** Mola TV** TV Sant Cugat TV20 Terrassa** | Mola FM Amb2FM                                                                               | TL07B | 39                        | 618 MHz        |
| Sabadell              | Canal Terrassa Tele Taxi TV                                              | 95.2 Terrassa Radio Teletaxi Radio RM Noucinc.2 Radio                                        | TL12B | 45                        | 666 MHz        |
| Vich                  | Canal Català Osona Canal Taronja El 9 TV                                 |                                                                                              | TL08B | 42                        | 642 MHz        |
| Villanueva y Geltrú   | Penedès TV Canal Blau Terramar TV TV El Vendrell                         | Canal Blau Radio Radio Vilafranca Radio Ribes Ràdio Maricel Ràdio Cubelles Ràdio El Vendrell | TL09B | 30                        | 546 MHz        |
| Molins de rei         | Molins TV                                                                | Ràdio nr19, ràdio per internet. Ràdio molins de rei (FM)                                     | TDT   | *nr19.radiostream321.com* | 91.20 MHz (FM) |

| Demarcación | Canales televisión                                     | Canales radio                | Red    | Canal | Frecuencia |
| ----------- | ------------------------------------------------------ | ---------------------------- | ------ | ----- | ---------- |
| Blanes      | Canal Català Selva*                                    | Radio Lloret                 | TL01GI | 42    | 642 MHz    |
| Figueras    | Canal 10 Empordà Canal Nord* Empordà TV* Canal Català* | Empordà Radio Radio L'escala | TL02GI | 26    | 514 MHz    |
| Gerona      | Banyoles Televisió - Girona TV Girona                  |                              | TL03GI | 39    | 618 MHz    |
| Olot        | TV Ripollès Olot Televisió                             | Ràdio Ripoll Ràdio Olot      | TL04GI | 51    | 714 MHz    |
| Palafrugell | TV Costa Brava* Canal Nord*                            | JOY FM JOY 24h JOY somreggae | TL05GI | 25    | 506 MHz    |

| Demarcación     | Canales televisión                            | Canales radio                         | Red   | Canal | Frecuencia |
| --------------- | --------------------------------------------- | ------------------------------------- | ----- | ----- | ---------- |
| Balaguer        | Lleida TV*                                    | Segre Radio Pròxima FM                | TL01L | 48    | 690 MHz    |
| Lérida          | 7 TV Segrià Lleida TV* Canal Català* Tot TV*  | Segre Radio Pròxima FM Segre Èxits FM | TL02L | 50    | 706 MHz    |
| La Seo de Urgel | Tot TV* Pirineus TV* Canal Català* Andorra TV | Pròxima FM* Radio Principat           | TL03L | 55    | 746 MHz    |
| Viella          | Lleida TV* Aran Televisió*                    |                                       | TL04L | 51    | 714 MHz    |

| Demarcación | Canales televisión                                         | Canales radio | Red   | Canal | Frecuencia |
| ----------- | ---------------------------------------------------------- | --- | ----- | ----- | ---------- |
| Reus        | Més TV TDCamp Canal Reus TV Reus TV                        | | TL01T | 56    | 754 MHz    |
| Tarragona   | TAC 12 Canal Català Tarragona 4TV Mediterrani Tele Taxi TV | Radio TeleTaxi Radio RM Cooltura FM Ona Valls Tarragona Ràdio Radio Montblanc Ona La Torre Constantí Ràdio Radio Sant Pere i Sant Pau | TL02T | 54    | 738 MHz    |
| Tortosa     | Ebre TV* Canal 21 Ebre* Canal TE L'Ebre TV*                | 21 FM Imagina Ràdio | TL03T | 34    | 578 MHz    |

### Ceuta
| Demarcación | Canales televisión                                     | Canales radio                     | Red    | Canal | Frecuencia |
| ----------- | ------------------------------------------------------ | --------------------------------- | ------ | ----- | ---------- |
| Ceuta       | Radio TV de Ceuta Ceuta TV Inv. El Bornal** Canal Sur* | Radio TV de Ceuta Canal Sur Radio | TL01CE | 62    | 802 MHz    |

### Comunidad de Madrid
| Demarcación                 | Canales televisión                                                         | Canales radio                                           | Red   | Canal | Frecuencia | Ámbito |
| --------------------------- | -------------------------------------------------------------------------- | ------------------------------------------------------- | ----- | ----- | ---------- | --- |
| Alcalá de Henares           | 8madrid TBN Enlace TV España Nesting TV                                    |                                                         | TL01M | 46    | 674 MHz    | Alcalá de Henares Campo Real Coslada Loeches Meco Mejorada del Campo San Fernando de Henares Torrejón de Ardoz Torres de la Alameda Velilla de San Antonio Villalbilla                                                  |
| Alcobendas                  | Distrito TV 8madrid 13 TV Madrid Libertad Digital TV                       | Cope Más Madrid Cadena 100                              | TL02M | 27    | 522 MHz    | Ajalvir Alcobendas Algete Cobeña Colmenar Viejo Daganzo de Arriba El Molar Fuente el Saz de Jarama Paracuellos de Jarama San Agustín del Guadalix San Sebastián de los Reyes Tres Cantos                                |
| Aranjuez                    | Distrito TV 8madrid Hit TV Canal 7**                                       |                                                         | TL03M | 21    | 474 MHz    | Aranjuez Arganda del Rey Chinchón Colmenar de Oreja Morata de Tajuña Perales de Tajuña Rivas-Vaciamadrid Titulcia Villaconejos                                                                                          |
| Collado Villalba            | 8madrid 13 TV Madrid Hit TV                                                | Cope Más Madrid Cadena 100 Kiss FM Hit FM               | TL04M | 29    | 538 MHz    | Alpedrete Becerril de la Sierra Cercedilla Collado Mediano Collado Villalba Colmenarejo El Escorial Galapagar Guadarrama Hoyo de Manzanares Los Molinos Moralzarzal Navacerrada San Lorenzo de El Escorial Torrelodones |
| Fuenlabrada                 | Distrito TV 8madrid TBN Enlace TV España El Toro TV Libertad Digital TV    |                                                         | TL05M | 42    | 642 MHz    | Ciempozuelos Fuenlabrada Getafe Parla Pinto San Martín de la Vega Valdemoro |
| Madrid                      | 8madrid 13 TV El Toro TV Hit TV Libertad Digital TV Déjate de Historias TV | Cope Más Madrid MegaStarFM Cadena 100 Kiss FM Hit FM    | TL06M | 39    | 618 MHz    | Madrid |
| Madrid                      | Distrito TV 8madrid TBN Enlace TV España Canal RED Nesting TV              |                                                         | TL07M | 48    | 690 MHz    | Madrid |
| Móstoles                    | Distrito TV 8madrid 13 TV Madrid TBN Enlace TV España El Toro TV           | Cope Más Madrid Cadena 100                              | TL08M | 30    | 546 MHz    | Distrito TV Alcorcón Arroyomolinos Humanes de Madrid Leganés Moraleja de Enmedio Móstoles Navalcarnero |
| Pozuelo de Alarcón          | Distrito TV 8madrid 13 TV Madrid Hit TV Libertad Digital TV El Toro TV     | Cope Más Madrid Cadena 100 Pozuelo Radio Kiss FM Hit FM | TL09M | 24    | 498 MHz    | Distrito TV Boadilla del Monte Brunete Las Rozas de Madrid Majadahonda Pozuelo de Alarcón Sevilla la Nueva Villanueva de la Cañada Villanueva del Pardillo Villaviciosa de Odón                                         |
| San Martín de Valdeiglesias | 8madrid                                                                    |                                                         | TL10M | 43    | 650 MHz    | Aldea del Fresno Cadalso de los Vidrios Cenicientos Chapinería Navas del Rey Pelayos de la Presa Rozas de Puerto Real San Martín de Valdeiglesias Villa del Prado                                                       |
| Soto del Real               | 8madrid                                                                    |                                                         | TL11M | 35    | 586 MHz    | Bustarviejo Cabanillas de la Sierra El Boalo Guadalix de la Sierra La Cabrera Manzanares el Real Miraflores de la Sierra Navalafuente Soto del Real Torrelaguna Valdemanco Venturada                                    |

- Toda la provincia de Madrid:
  - 8madrid, TV, mux 39 en TDT
  - 13 TV Madrid, TV, mux 39 en TDT
  - El Toro TV, TV, mux 39 en TDT
  - Hit TV, TV, mux 39 en TDT
  - Libertad Digital TV, TV, mux 39 en TDT
  - Déjate de Historias TV, TV, mux 39 en TDT
  - Cope Más Madrid, Radio, mux 39 en TDT
  - MegaStarFM, Radio, mux 39 en TDT
  - Cadena 100, Radio, mux 39 en TDT
  - Kiss FM, Radio, mux 39 en TDT
  - Hit FM, Radio, mux 39 en TDT
  - Canal 33 Madrid, TV, mux 45 Y 57 en TDT
  - María Visión Madrid, TV, mux 45, 23 y 24 en TDT
  - QRTV, TV, mux 45, 23 y 24 en TDT
  - CGTN-Español, TV, mux 45, 23 y 24 en TDT

### Comunidad Valenciana
Toda la Provincia de Valencia: 7TeleValencia.
| Demarcación         | Canales televisión | Canales radio    | Red   | Canal | Frecuencia |
| ------------------- | --- | ---------------- | ----- | ----- | ---------- |
| Alcoy               | TV Intercomarcal TV-A-Televisión Alcoy |                  | TL01A | 56    | 754 MHz    |
| Alicante            | Información TV TV Intercomarcal Alacantí TV 12 TV Alicante |                  | TL02A | 21    | 474 MHz    |
| Benidorm            | Información TV 8 la marina televisión Canal 37 TV Marina Baja |                  | TL03A | 27    | 522 MHz    |
| Denia               | TV Comarcal Canal 37 TV Marina Alta |                  | TL04A | 47    | 682 MHz    |
| Elche               | TeleElx-Elche 7 TV TeleElx-Elche 7 TV HD(esta también se puede ver en las comarcas del Baix Vinalopó y La Vega Baja aunque no sea una televisión comarcas) Información TV | Cadena Ser Elche | TL05A | 45    | 666 MHz    |
| Elda                | TV Intercomarcal Información TV 12tv |                  | TL06A | 25    | 506 MHz    |
| Orihuela-Torrevieja | Información TV TVT TV Horadada Canal Vega TV |                  | TL07A | 54    | 738 MHz    |

| Demarcación         | Canales televisión                     | Canales radio        | Red    | Canal | Frecuencia |
| ------------------- | -------------------------------------- | -------------------- | ------ | ----- | ---------- |
| Burriana            | Burriana TV                            |                      |        |       |            |
| Castellón           | TVCS Mediterráneo Teve 4 Levante TV*   |                      | TL01CS | 50    | 708 MHz    |
| Morella             | TVCS Mediterráneo Levante TV* Nord     |                      | TL02CS | 22    | 482 MHz    |
| Vall de Uxó-Segorbe | Teve 4 La Vall                         |                      | TL03CS | 48    | 690 MHz    |
| Vinaroz             | Canal 56 TVCS Mediterráneo Levante TV* | Cadena Ser Castellón | TL04CS | 46    | 674 MHz    |

| Demarcación       | Canales televisión                         | Canales radio           | Red   | Canal | Frecuencia |
| ----------------- | ------------------------------------------ | ----------------------- | ----- | ----- | ---------- |
| Alcira            | Ribera Televisió Sucro TV Levante TV*      |                         | TL01V | 44    | 658 MHz    |
| Gandía            | TV Comarcal Tele 7 Safor                   | Cadena Ser Radio Gandia | TL02V | 26    | 514 MHz    |
| Onteniente-Játiva | TV Comarcal MK Localia TV Levante TV*      |                         | TL03V | 45    | 666 MHz    |
| Sagunto           | Teve 4 Levante TV* Intereconomía           |                         | TL04V | 36    | 594 MHz    |
| Torrente          | Levante TV 7 Televalencia Horta Televisió* |                         | TL07V | 35    | 586 MHz    |
| Valencia          | UPV RTV* Levante TV València Televisió*    | 97.7 Radio              | TL06V | 23    | 490 MHz    |
| Utiel-Requena     |                                            |                         | TL05V | 38    | 610 MHz    |

### Extremadura
| Demarcación         | Canales televisión                                  | Canales radio | Red    | Canal | Frecuencia |
| ------------------- | --------------------------------------------------- | ------------- | ------ | ----- | ---------- |
| Almendralejo        | Almendralejo Televisión K30 TV* Popular TV* Localia |               | TL01BA | 54    | 738 MHz    |
| Azuaga              |                                                     |               | TL02BA | 51    | 714 MHz    |
| Badajoz             | La TV Que Viene* Vía Plata TV* Popular TV*          |               | TL03BA | 41    | 634 MHz    |
| Castuera            |                                                     |               | TL04BA | 23    | MHz        |
| Don Benito          | Vegalia RTV* Vía Plata TV* K30 TV La Ocho TV**      |               | TL05BA | 22    | 482 MHz    |
| Herrera del Duque   |                                                     |               | TL06BA | 44    | MHz        |
| Mérida              | La TV Que Viene K30 TV Vía Plata TV                 |               | TL07BA | 30    | 546 MHz    |
| Navalvillar de Pela |                                                     |               | TL08BA | 40    | 626 MHz    |
| Zafra               | RTV Zafra TeleZafra                                 |               | TL09BA | 37    | 602 MHz    |

| Demarcación           | Canales televisión                    | Canales radio  | Red    | Canal | Frecuencia |
| --------------------- | ------------------------------------- | -------------- | ------ | ----- | ---------- |
| Cáceres               | La TV Que Viene* K30 TV Vía Plata TV* |                | TL01CC | 43    | 650 MHz    |
| Coria                 | TV Local Coria*                       |                | TL02CC | 48    | 690 MHz    |
| Jaraíz de la Vera     | TelePlasencia*                        |                | TL03CC | 22    | 482 MHz    |
| Miajadas              | TV Miajadas Comarcalia TV             | Radio Miajadas | TL04CC | 58    | 770 MHz    |
| Navalmoral de la Mata | TelePlasencia                         |                | TL05CC | 32    | 562 MHz    |
| Plasencia             | Vía Plata TV K30 TV* La Ocho TV*      |                | TL06CC | 35    | 586 MHz    |
| Trujillo              | Comarcalia TV                         |                | TL07CC | 30    | 546 MHz    |
| Valencia de Alcántara |                                       |                | TL08CC | 48    | MHz        |

### Galicia
| Demarcación                 | Canales televisión                                        | Canales radio   | Red   | Canal | Frecuencia |
| --------------------------- | --------------------------------------------------------- | --------------- | ----- | ----- | ---------- |
| Puentes de García Rodríguez | RTV Eume                                                  | Radio Eume      | TL07C | 24    | 498 MHz    |
| Carballo                    | La Opinión de Coruña* Ed. La Capital* Salitre Multimedia* |                 | TL01C | 52    | 722 MHz    |
| Ferrol                      | La Opinión de A Coruña* Ed. La Capital* Ferrol TV Localia |                 | TL03C | 34    | 578 MHz    |
| La Coruña                   | La Opinión de A Coruña* Ed. La Capital* Localia           |                 | TL02C | 31    | 554 MHz    |
| Ribeira                     | Correo TV 7 Canal Rías Baixas TV27 Barbanza               |                 | TL04C | 27    | 522 MHz    |
| Santiago de Compostela      | Correo TV Santiago TV Faro de Vigo                        | Radio Obradoiro | TL05C | 23    | 490 MHz    |
| Vimianzo                    | Correo TV*                                                |                 | TL06C | 51    | 714 MHz    |

| Demarcación       | Canales televisión                | Canales radio | Red    | Canal | Frecuencia |
| ----------------- | --------------------------------- | ------------- | ------ | ----- | ---------- |
| Chantada          | TeleVinte*                        |               | TL01LU | 52    | 722 MHz    |
| Lugo              | Telelugo Localia* Local Media*    |               | TL02LU | 46    | 674 MHz    |
| Monforte de Lemos | Telelugo* Telemiño* TV7 Monforte* |               | TL03LU | 49    | 698 MHz    |
| Villalba          | Telelugo* TV7 Monforte*           |               | TL04LU | 64    | 818 MHz    |
| Vivero            | Telelugo*                         |               | TL05LU | 40    | 626 MHz    |

| Demarcación            | Canales televisión                        | Canales radio | Red    | Canal | Frecuencia |
| ---------------------- | ----------------------------------------- | ------------- | ------ | ----- | ---------- |
| El Barco de Valdeorras | Telemiño*                                 |               | TL01OU | 56    | 754 MHz    |
| Carballino             | Telemiño*                                 |               | TL02OU | 42    | 642 MHz    |
| Orense                 | Telemiño Localia Auria TV** Faro de Vigo* |               | TL03OU | 51    | 714 MHz    |
| Verín                  | Telemiño*                                 |               | TL04OU | 49    | 698 MHz    |

| Demarcación          | Canales televisión                                   | Canales radio | Red    | Canal | Frecuencia |
| -------------------- | ---------------------------------------------------- | ------------- | ------ | ----- | ---------- |
| Lalín                | Correo TV* Multimedia Com* Dez TV*                   |               | TL01PO | 55    | 746 MHz    |
| Pontevedra           | Localia* Faro de Vigo* Lérez Canal 29*               |               | TL03PO | 29    | 538 MHz    |
| Puenteareas          | Telecíes* Canal Tea* Via Televisión                  | Via Radio     | TL02PO | 35    | 586 MHz    |
| Vigo                 | Localia* Faro de Vigo* Telecíes*                     | Radio Vigo    | TL04PO | 34    | 578 MHz    |
| Villagarcía de Arosa | 7 Canal Rías Baixas* Lérez Canal 29* Ed. La Capital* |               | TL05PO | 47    | 682 MHz    |

### La Rioja
| Demarcación | Canales televisión | Canales radio | Red    | Canal | Frecuencia |
| ----------- | ------------------ | ------------- | ------ | ----- | ---------- |
| Calahorra   | nassica tv         |               | TL01LO |       |            |
| Haro        | 7 rioja            |               | TL02LO |       |            |
| Logroño     | tvr                |               | TL03LO |       |            |

### Melilla
| Demarcación | Canales televisión                             | Canales radio                | Red    | Canal | Frecuencia |
| ----------- | ---------------------------------------------- | ---------------------------- | ------ | ----- | ---------- |
| Melilla     | TV Melilla Popular TV Canal Sur* Local Media** | Onda Melilla Canal Sur Radio | TL01ME | 61    | 794 MHz    |

### Navarra
| Demarcación | Canales televisión                                | Canales radio      | Red    | Canal | Frecuencia |
| ----------- | ------------------------------------------------- | ------------------ | ------ | ----- | ---------- |
| Estella     | Zona Media TV                                     | Estella Lizarra FM | TL01NA | 25    | 506 MHz    |
| Pamplona    | Pamplona TV Hamaika Iruindarra TB Xaloa Telebista |                    | TL02NA | 38    | 610 MHz    |
| Sangüesa    | Zona Media TV                                     |                    | TL03NA | 45    | 666 MHz    |
| Tafalla     | Zona Media TV 30 TV                               |                    | TL04NA | 31    | 554 MHz    |
| Tudela      | Zona Media TV                                     |                    | TL05NA | 42    | 642 MHz    |

### Región de Murcia
Toda la Región de Murcia: 7NN
| Demarcación         | Canales televisión                                       | Canales radio | Red    | Canal | Frecuencia |
| ------------------- | -------------------------------------------------------- | ------------- | ------ | ----- | ---------- |
| Caravaca de la Cruz | La Opinión TV* Canal Murcia* GTM*                        |               | TL01MU | 47    | 682 MHz    |
| Cartagena           | La Opinión TV* Libertad Digital TV* GTM* Tele Cartagena* |               | TL02MU | 56    | 754 MHz    |
| Cieza               | La Opinión TV* Canal Murcia* GTM*                        |               | TL03MU | 29    | 538 MHz    |
| Lorca               | Guadalentín TV* Comarcal TV Libertad Digital TV GTM      |               | TL04MU | 39    | 618 MHz    |
| Molina de Segura    | Thader TV La Opinión TV* Canal Murcia* GTM*              |               | TL05MU | 56    | 754 MHz    |
| Murcia              | La Opinión TV Libertad Digital TV GTM                    |               | TL06MU | 26    | 514 MHz    |
| Torre-Pacheco       | Canal 1 La Opinión TV Canal Murcia GTM                   |               | TL07MU | 51    | 714 MHz    |
| Yecla               | La Opinión TV* Canal Murcia* GTM*                        |               | TL08MU | 28    | 530 MHz    |

### País Vasco
| Demarcación | Canales televisión                              | Canales radio | Red    | Canal | Frecuencia |
| ----------- | ----------------------------------------------- | ------------- | ------ | ----- | ---------- |
| Llodio      | Álava 7 TV* TeleVitoria* Hamaika Canal Gasteiz* |               | TL01VI | 41    | 634 MHz    |
| Vitoria     | Álava 7 TV* VTV* Hamaika* Canal Gasteiz*        |               | TL02VI | 56    | 754 MHz    |

| Demarcación   | Canales televisión                                                  | Canales radio | Red    | Canal | Frecuencia |
| ------------- | ------------------------------------------------------------------- | ------------- | ------ | ----- | ---------- |
| Beasáin       | Teledonosti Goierri Telebista* Urola Telebista* Gipuzkoa Telebista* |               | TL01SS | 33    | 570 MHz    |
| Éibar         | Teledonostia Gipuzkoa Telebista* Hamaika*                           |               | TL02SS | 34    | 578 MHz    |
| Irún          | Teledonostia Teledonosti* Hamaika* Txingudi Telebista*              |               | TL07SS | 33    | 570 MHz    |
| Mondragón     | Teledonostia Teledonosti* Goitb* Gipuzkoa Telebista*                |               | TL03SS | 52    | 722 MHz    |
| San Sebastián | Teledonosti Hamaika* Gipuzkoa Telebista*                            |               | TL04SS | 23    | 490 MHz    |
| Tolosa        | Teledonosti Teledonostia* 28 Kanala* Gipuzkoa Telebista*            |               | TL05SS | 24    | 498 MHz    |
| Zarauz        | Teledonosti Erlo Telebista* uk4* Gipuzkoa Telebista*                |               | TL06SS | 35    | 586 MHz    |

| Demarcación | Canales televisión                                        | Canales radio             | Red    | Canal | Frecuencia |
| ----------- | --------------------------------------------------------- | ------------------------- | ------ | ----- | ---------- |
| Baracaldo   | TeleBilbao Hamaika* Canal Bizkaia* Tele 7*                | Radio 7 Radio Nervión     | TL01BI | 31    | 554 MHz    |
| Bermeo      | Durango TB TeleBilbao* Oizmendi Telebista* Canal Bizkaia* |                           | TL02BI | 37    | 602 MHz    |
| Bilbao      | TeleBilbao Hamaika Canal Bizkaia Bizkaia tv               | Radio Nervión Punto Radio | TL03BI | 23    | 490 MHz    |
| Durango     | Durango TB* TeleBilbao* Hamaika* Canal Bizkaia*           | Durango Irratia           | TL04BI | 46    | 674 MHz    |
| Guecho      | TeleBilbao* Tele 7* Hamaika* Canal Bizkaia*               | Radio 7 Radio Nervión     | TL06BI | 48    | 690 MHz    |
| Mungia      | TeleBilbao* Hamaika* Canal Bizkaia*                       |                           | TL05BI | 50    | 706 MHz    |